# Первая любовь (фильм, 1968)
«Первая любовь» — советский фильм 1968 года по классической повести Ивана Тургенева. Впервые демонстрировался ЦТ СССР 9 февраля 1969 года.

## Сюжет
Юноша из дворянской семьи, готовящийся к поступлению в университет, влюбляется в соседку по даче, юную княжну Зинаиду Засекину. Девушка кружит голову нескольким молодым людям, главный герой примыкает к сонму поклонников очаровательной Зинаиды, испытывая к ней первое серьёзное чувство. Через некоторое время выясняется, что, флиртуя с ровесниками, сама Зинаида отдала предпочтению отцу главного героя, человеку сильно её старше, но при этом статному, красивому, держащемуся даже в кругу близких неприступно и холодно... Для Зинаиды любовь к этому человеку также становится первой.
«Первая любовь» — одно из самых «личных» созданий Тургенева, связанных как с драматической судьбой его родителей, так и с действительными воспоминаниями о своей первой юношеской любви:

«Я не придумывал этой повести; она дана мне была целиком самой жизнью». Впоследствии Тургенев даже сетовал на излишнюю, как ему казалось, автобиографичность этой повести: «она немного слишком взята из собственной жизни, слишком реалистична… В „Первой любви“ я изобразил своего отца. Меня многие за это осуждали… Отец мой был красавец… Он был очень хорош — настоящей русской красотой. Он обыкновенно держал себя холодно, неприступно, но стоило ему захотеть понравиться, — в его лице, в его манерах появлялось что-то неотразимо очаровательное. Особенно он становился таким с женщинами, которые ему нравились».

## В ролях
- Вадим Власов — Владимир Петрович
- Иннокентий Смоктуновский — Пётр Васильевич, отец Вольдемара
- Ирина Печерникова — Зинаида Александровна Засекина
- Надежда Федосова — княгиня Засекина, мать Зинаиды
- Елизавета Солодова — Марья Николаевна, мать Вольдемара
- Станислав Любшин — доктор Лушин
- Владимир Гусев — Беловзоров
- Владимир Ширяев — граф Малевский
- Александр Кайдановский — поэт Майданов
- Анатолий Родионов — Нирмацкий, отставной капитан
- Павел Волков — Бонифатий, слуга Засекиных
- Александр Ушаков — слуга